# Armor Délices
Pour les articles homonymes, voir Armor (homonymie).
La société Armor Délices est une entreprise agroalimentaire française fondée par Yvon Le Névez en 1989. Le siège et l'usine sont situés à Saint-Agathon, près de Guingamp dans les Côtes-d'Armor.

## Histoire
Armor Délices a été créé en 1989 à Grâces, dans un hangar de 5 000 m2.
L'entreprise déménage le 27 mai 1991 vers la zone de Bellevue à Saint-Agathon. La capacité de l'usine était de 10 000 madeleines par jour.
En 2011, au moment du rachat de l'entreprise par le Groupe Michel Blandon - Goûters Magiques, l'usine s'étendait sur 7 000 m2 et produit 225 000 madeleines par jour.

## Partenariats
Armor Délices fait partie des principaux partenaires de l'En Avant de Guingamp.